# Paul Harro Piazolo

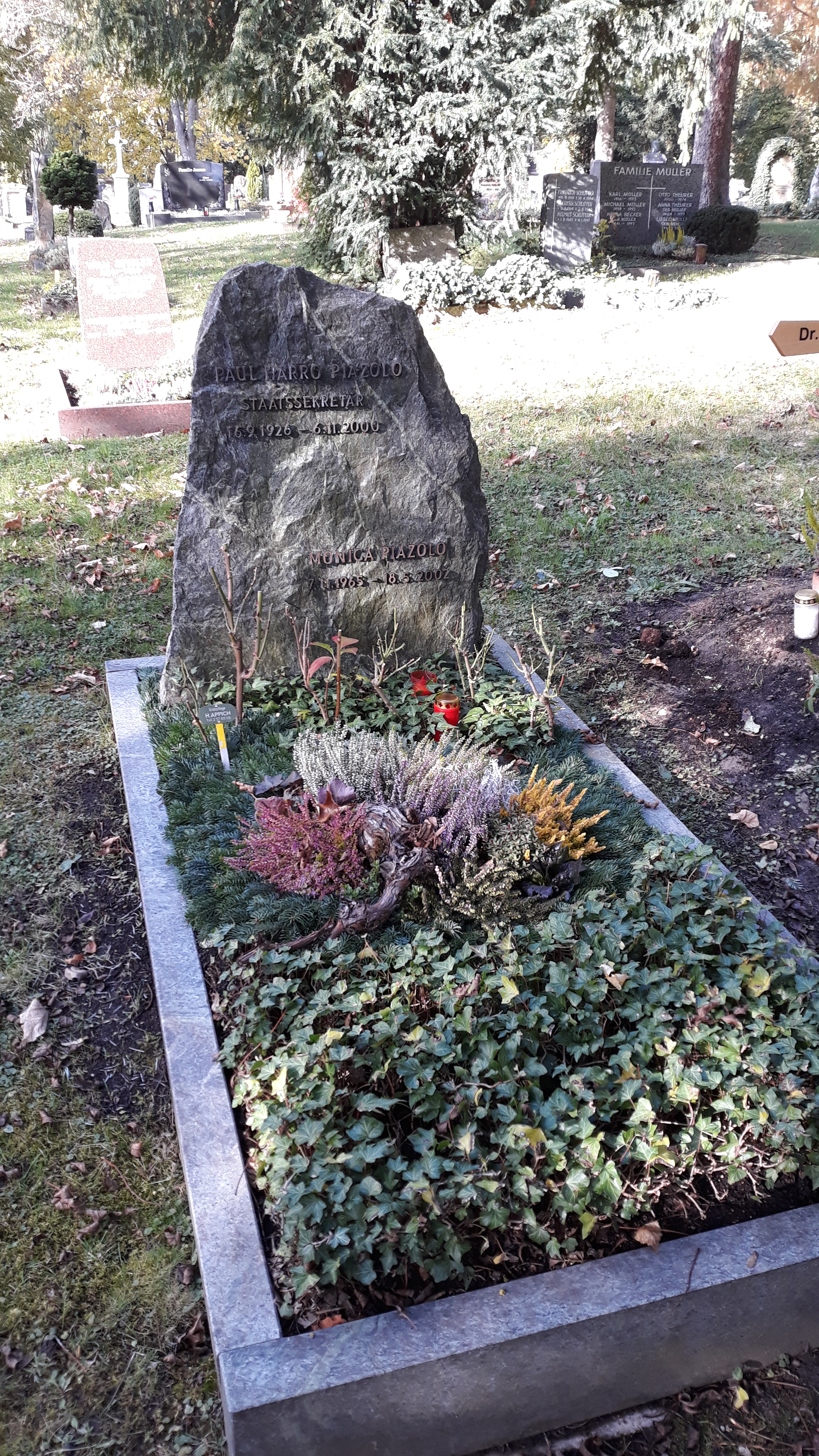
Grab von Paul Harro Piazolo (Pragfriedhof, Stuttgart)

Paul Harro Piazolo (* 16. September 1926 in Wertach; † 6. November 2000) war ein deutscher Pädagoge und Ministerialbeamter. Er war von 1982 bis 1987 Staatssekretär im Bundesministerium für Bildung und Wissenschaft.

## Leben

### Ausbildung
Piazolo absolvierte das Abitur in Mannheim und studierte danach Deutsch, Geschichte, Geographie, Philosophie und Psychologie in Heidelberg. Er schloss das Studium mit der wissenschaftlichen Prüfung für das höhere Lehramt ab und bestand nach dem Vorbereitungsdienst die Pädagogische Prüfung (Assessorexamen).

### Laufbahn
Er trat in die CDU ein und wurde 1958 der persönliche Referent des baden-württembergischen Kultusministers Gerhard Storz (CDU). In der Kultusverwaltung stieg Piazolo in den folgenden Jahren stetig auf. Als Wilhelm Hahn (CDU) im Jahr 1964 das Ministerium übernahm, wurde Piazolo zunächst Referent für die neu zu gründende Universität Konstanz, welche ein „Lieblingskind“ des damaligen Ministerpräsidenten und späteren Bundeskanzlers Kurt Georg Kiesinger (CDU) war. Er wurde als Ministerialdirigent der Leiter der Planungsabteilung und ab 1970 als Ministerialdirektor der Amtschef des Kultusministeriums. Da der bisherige Minister Wilhelm Hahn ab 1978 nicht mehr Teil der Landesregierung war, wurde das Kultusministerium in zwei Ministerien aufgeteilt. Es wurde ein Ministerium für Kultus und Sport und ein Ministerium für Wissenschaft und Kunst geschaffen. Ab 1978 war Piazolo Ministerialdirektor und Amtschef unter dem Minister für Wissenschaft und Kunst Helmut Engler (CDU).

### Staatssekretär
Nachdem Helmut Kohl im Wege des konstruktiven Misstrauensvotums am 1. Oktober 1982 zum Bundeskanzler gewählt worden war, berief er Dorothee Wilms (CDU) zur Bundesministerin für Bildung und Wissenschaft. Dorothee Wilms, welche bis dahin wenig Erfahrung in der Ministerialbürokratie sowie der Leitung einer großen Verwaltung hatte, machte den Verwaltungsexperten Piazolo zum Staatssekretär im Bundesministerium. Als Verwaltungschef des Ministeriums kümmerte er sich mehr um das Funktionieren des Behördenapparats und überließ die politische Arbeit in der Öffentlichkeit der Ministerin. Trotzdem war er nicht unwesentlich an der Bildungspolitik beteiligt und wirkte unter anderem als Vorsitzender der Kommission für Internationale Angelegenheiten sowie Vertreter der Kultusministerkonferenz mit. Er war außerdem deutscher Delegationsleiter bei zahlreichen internationalen Konferenzen (OECD und UNESCO), Vorsitzender des Ausschusses für Bildungsplanung der Bund-Länder-Kommission für Bildungsplanung und Forschungsförderung und Vorsitzender des Verwaltungsausschusses der Zentralstelle für die Vergabe von Studienplätzen. Des Weiteren gehörte er auch dem Deutschen Bildungsrat und der Bischofskonferenz sowie dem Wissenschaftsrat an.
Da nach der Bundestagswahl 1987 die gestärkte FDP das Bildungsressort in persona von Bundesminister Jürgen Möllemann (FDP) der CDU-Politikerin Dorothee Wilms abnahm, wurde Staatssekretär Piazolo in den einstweiligen Ruhestand versetzt und Eberhard Böning (FDP) trat seine Nachfolge an. Einige Zeit später wurde Piazolo Generalsekretär des Deutsch-italienischen Zentrums für Studienaufenthalte und Begegnungen in Wissenschaft, Bildung und Kultur – Villa Vigoni in Menaggio am Comer See. Er hatte das Amt des Generalsekretärs von 1987 bis 1992 inne. Von 1992 bis 1996 war er der Vorstandsvorsitzende des Instituts für Auslandsbeziehungen.

### Persönliches
Paul Harro Piazolo ist der Vater des Politikers Michael Piazolo.

## Auszeichnungen
- Bundesverdienstkreuz am Bande
- 1978: Bundesverdienstkreuz 1. Klasse
- 1986: Großkreuz des Verdienstordens der Italienischen Republik
- 1987: Großes Bundesverdienstkreuz